# NGC 707-1
Coordenadas:  01h 51m 27.0s, −08° 30′ 22″
NGC 707-1 é uma galáxia elíptica localizada na direção da constelação de Cetus. O objeto celeste foi descoberto em 13 de novembro de 1879 pelo astrônomo alemão Ernst Wilhelm Leberecht Tempel. Está localizado nas proximidades da NGC 707-2.